# جاستن ويلسون (كاتب)
جاستن ويلسون (بالإنجليزية: Justin Wilson)‏ هو طاهي وكاتب سيناريو أمريكي، ولد في 24 أبريل 1914 في روزلاند في الولايات المتحدة، وتوفي في 5 سبتمبر 2001 في باتون روج في الولايات المتحدة.

## وصلات خارجية
- جوستين ويلسون على موقع IMDb (الإنجليزية)
- جوستين ويلسون على موقع ميوزك برينز (الإنجليزية)